# PzKpfw II Ausf a/1 a/2 und a/3 - Sd.Kfz. 121
Het Duitse pantservoertuig Panzerkampfwagen II uitvoering a/1, a/2 en a/3 (ook gekend als PzKpfw I Ausf a/1, a/2 und a/3 - Sd.Kfz. 121) is een lichte tank die als opvolger van de Panzerkampfwagen I een zwaardere bewapening en zwaarder bepantsering moest krijgen. De Panzerkampfwagen II werd door de Duitsers gebruikt in de Tweede Wereldoorlog.

## Achtergrond
De ontwikkelingstermijn van de PzKpfw II Ausf a/1, a/2 en a/3 was zeer kort. In juli 1934 werd door het Waffenamt een bestelling geplaatst voor een nieuwe tank in de gewichtsklasse van 10 ton en tegen het begin van 1935 was Krupp AG het eerste bedrijf om hun ontwerp van de Landwirtschaftlicher Schlepper 100 (LaS 100) - landbouwtractor voor te stellen. Andere bedrijven presenteerde ook hun ontwerp ter evaluatie door het leger: MAN (alleen het chassis), Henschel und Sohn AG (alleen het chassis) en Daimler-Benz AG. Net zoals met de Panzerkampfwagen I gebeurde de ontwikkeling van de Panzer II onder het mom van het bouwen van tractors omdat het voor Duitsland op basis van het verdrag van Versailles verboden was om tanks te produceren. Uiteindelijk zou MAN het chassis bouwen en Daimler-Benz de bovenstructuur. De nieuwe tank kreeg de naam 2 cm MG Panzerwagen - VK 622 (Versuchkraftfahrzeug 622) en in oktober 1935 werd het eerste prototype in zacht staal gemonteerd. Na de testen werden tien stuks LaS 100 (gekend als Ausf a/1) besteld (de kost voor één model a/1 was 52.640 RM) die door MAN en Daimler-Benz werden geproduceerd vanaf einde 1935 tot mei 1936. Van uitvoering a/2 werden vijftien stuks geproduceerd tussen mei 1936 en februari 1937 en had een vuurbestendig motorcompartiment en een betere toegang tot de benzinepomp en oliefilter. Van uitvoering a/3 werden vijfitg stuks geproduceerd tussen mei 1936 en februari 1937 en had een grotere radiator en de veerophanging werd verbeterd. Men kan zeggen dat uitvoeringen a/1, a/2 en a/3 pre-productie modellen waren, die wegens de politiek situatie in dienst traden zonder dat hun mechanische problemen grondig waren opgelost. De ophanging van de Panzer II was gebaseerd op de Panzerkampfwagen I met drie wielen een buitenbalk. Sommige Panzer II tanks hadden granaatwerpers om rookgranaten af te werpen.

## Dienstjaren
PzKpfw II werd ingedeeld in de pantserregimenten vanaf de lente van 1936. Initieel bedoeld voor peloton en compagnie-commandanten werden ze ook gebruikt door een gans peloton in elke compagnie. De Panzer II was in 1940/1941 de hoofdtank in de Poolse Veldtocht maar werden in de latere offensieven in het Westen hoofdzakelijk gebruikt voor verkenningsmissies. Omdat de productie van de Panzerkampfwagen III en Panzerkampfwagen IV vertragingen opliepen, werd de Panzer II, toegewezen aan de steeds uitbreidende pantsereenheden en, tegen de oorspronkelijke bedoeling in, langer gebruikt aan de oorlogsfronten. Tijdens het Russisch offensief, Operatie Barbarossa, had elk pantserregiment, elk pantser detachement en elk pantsercompagnie een peloton Panzer II tanks voor verkenningsdoeleinden. In 1942 werden deze verkenningspelotons uit de compagnies genomen en de PzKpfw II werd ontslagen uit de primaire gevechtseenheden vanaf einde 1943 doch ze bleven in dienst aan de secundaire fronten tot het einde van de Tweede Wereldoorlog. De Panzer II bleek na 1941 snel te zwak voor de gevechtseenheden, doch was des te meer een ideaal verkennings -en opleidingsvoertuig en een belangrijke stap in de ontwikkeling van de zwaardere tanks.